# 전국가맹점주협의회
전국가맹점주협의회(영어: Korea Franchisee Union)는 2012년 결성한 대한민국의 단체이다.

## 역사
- 2016. 01. 연석회의 결성(15개 협의회)[1]
- 2020. 03. 코로나바이러스감염증-19 영향 가맹점 실태조사 발표[1]

## 같이 보기
- 한국프랜차이즈산업협회